# Beidaud (gmina)
Beidaud – gmina w Rumunii, w okręgu Tulcza. Obejmuje miejscowości Beidaud, Neatârnarea i Sarighiol de Deal. W 2011 roku liczyła 1608 mieszkańców.